# SDEWES Centre
O Centro SDEWES (Centro Internacional para o Desenvolvimento Sustentável de Sistemas de Energia, Água e Ambiente), é uma organização científica não-governamental localizada na Universidade do Zagreb, Croácia.

## Missão
O Centro SDEWES organiza cursos, escolas de verão, seminários, aulas públicas e workshops para promover o desenvolvimento sustentável de sistemas de energia, água e ambiente e emite opiniões públicas sobre assuntos de sustentabilidade e métrica de sustentabilidade. O Centro também organiza a série de conferências internacionais SDEWES para promover a discussão de cientistas sobre problemas de sustentabilidade  de sistemas de energia, água e ambiente. Através destas acções, o Centro SDEWES pretende elaborar uma plataforma de investigação que proporcionará actividades de I&D, avaliação e consultoria sobre assuntos de investigação do desenvolvimento sustentável.

## História
O SDEWES iniciou-se com um projecto co-fundado pelo CORDIS no âmbito do programa FP5 – INCO 2 em 2002, quando a primeira conferência em Dubrovnik sobre Desenvolvimento Sustentável de sistemas de Energia, Água e Ambiente foi organizada. Os parceiros deste projecto foram a Universidade do Zagreb e o Instituto Superior Técnico (Lisboa). Após a organização de mais três conferências, em 2003, 2005 e 2007, o Centro SDEWES foi definitivamente estabelecido em 2009 e organizou seis Conferências SDEWES em 2009, 2011, 2012, 2013, 2014 e 2015.

## Afiliação
De acordo com os Estatutos do Centro SDEWES, qualquer pessoa pode candidatar-se nas mesmas circunstâncias para ser membro do Centro.

## Conferências
Até 2011, as Conferências SDEWES foram organizadas bianualmente em Dubrovnik, Croácia. A partir de 2012, passaram a ser um evento anual com um regime geográfico. Cada dois anos a conferência decorre em Dubrovnik e nos anos intermédios em diferentes locais.
A Conferência SDEWES 2012 decorreu em Ohrid, e em 2014 num cruzeiro viajando entre Veneza e Istambul.
Em 2014, a primeira conferência regional SEE SDEWES focou-se no Sudeste da Europa, tendo decorrido em Ohrid,  Macedónia.
Em 2015, a décima Conferência SDEWES decorreu em Dubrovnik, tendo participado 510 cientistas de mais de 60 países.
Em 2016, a segunda conferência regional SEE SDEWES decorrerá em Piran,   Eslovénia.
Os trabalhos apresentados nas conferências são publicados em revistas científicos  entre elas, o Jornal do SDEWES 

## Investigação
O Centro SDEWES forma equipas de investigação a partir do conjunto de membros para participarem em projectos de investigação. A partir de 2015, o Centro SDEWES está envolvido em dois projectos FP7 projects, um projecto HORIZON 2020  e um projecto no âmbito do fundo START da Estratégia Europeia para a Região do Danúbio (EUSDR).

## Índice SDEWES
Em linha com os seus objectivos, o Centro SDEWES desenvolveu ainda um índice de referência para o desempenho das cidades relativamente a aspectos relacionados com sistemas de energia, água e ambiente. Com o homónimo do Centro, o Índice SDEWES consiste em 7 dimensões, 35 indicadores e cerca de 20 sub-indicadores. Este é aplicado actualmente em 58 cidades.